# تغيير تقاني

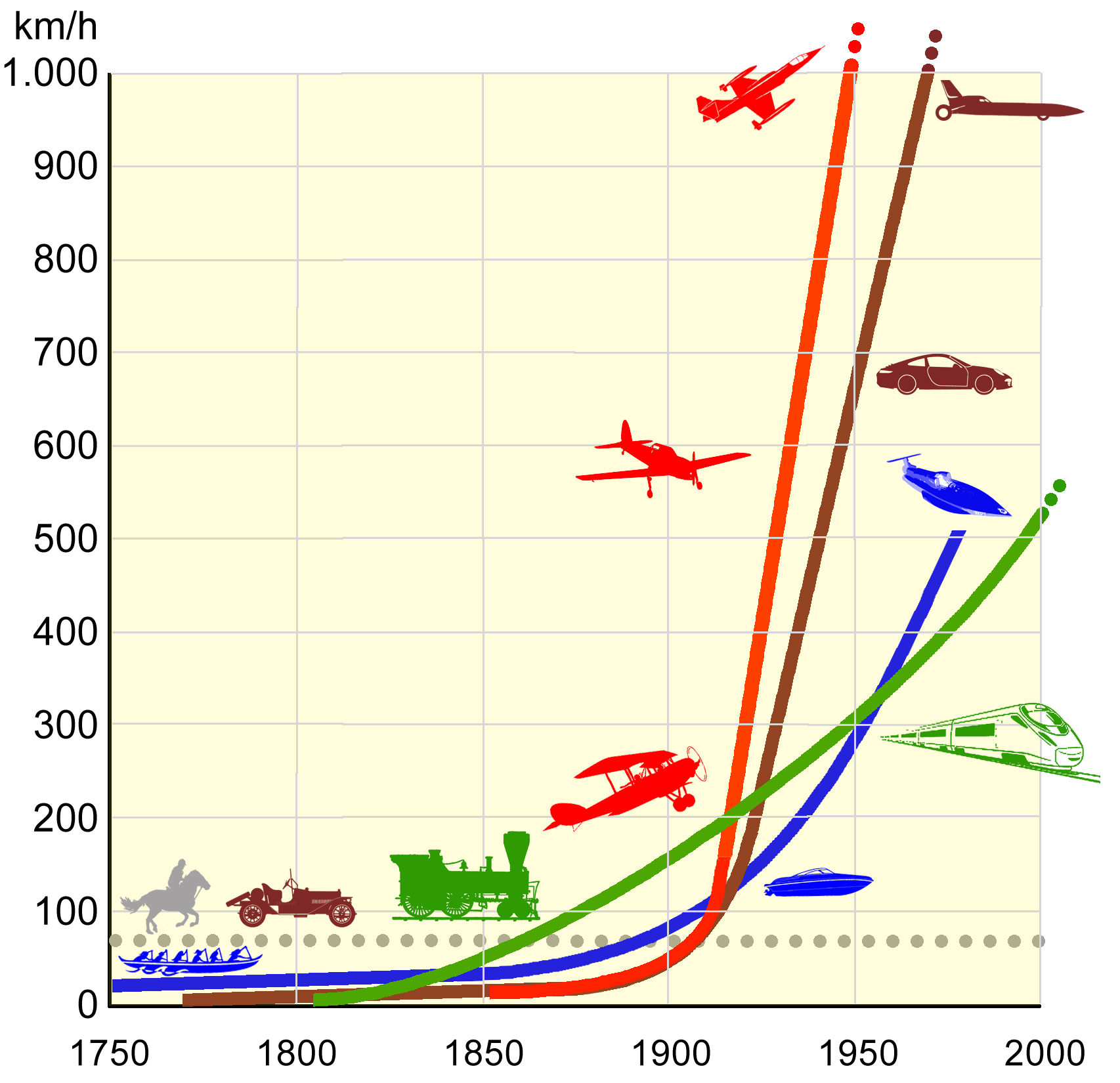

التغيير التكنولوجي (بالإنجليزية: Technological change)‏، أو التطور التكنولوجي أو التقدم التكنولوجي هي العملية الشاملة للاختراع والابتكار ونشر التكنولوجيا أو العمليات التقنيّة. ويكمن التغير التكنولوجي في جوهره اختراع التكنولوجيات وتسويقها عن طريق البحث والتطوير، والتحسين المستمر للتكنولوجيات (التي غالباً ما تصبح فيها أقل تكلفة)، ونشر التكنولوجيات في جميع قطاعات الصناعة أو المجتمع. وباختصار، يعتمد التغيير التكنولوجي على التقنية الأفضل والأكثر تقدماً. مما يُعبر عن تطور أو تحول، عادةً علمي، يتسبب في زيادة في الإنتاج بالنسبة لكمية المدخلات.

## نمذجة التغيير التكنولوجي
في أيامه الأولى، تجلى التغيير التكنولوجي في «النموذج الخطي للابتكار»، الذي أهمِل الآن إلى درجة كبيرة ليُستبدل بنموذج للتغيير التكنولوجي يتضمن الابتكار في جميع مراحل البحث والتطوير والنشر والاستخدام. عند الحديث عن «نمذجة التغيير التكنولوجي»، فإن هذا يعني في الغالب عملية الابتكار. كثيرًا ما تُنمذج عملية التحسين المستمر هذه على شكل منحنى يصور انخفاض التكاليف بمرور الوقت (على سبيل المثال، خلية الوقود التي تصبح أرخص كل عام). يُنمذج التغيير التكنولوجي غالبًا باستخدام منحنى التعلم.
يدرَج التغيير التكنولوجي ذاته في نماذج أخرى في كثير من الأحيان (مثل نماذج تغير المناخ)، وكثيرًا ما يؤخذ كعامل تنشؤ خارجي. في هذه الأيام، غالبًا ما يدرَج التغيير التكنولوجي كعامل تنشؤ داخلي. هذا يعني أنه يؤخذ كشيء يمكن التأثير عليه. واليوم، هناك قطاعات تحافظ على السياسة التي يمكن أن تؤثر على سرعة التغيير التكنولوجي واتجاهه. على سبيل المثال، يشير مؤيدو فرضية التغيير التكنولوجي المستحث إلى أن صناع القرار السياسي قادرون على توجيه اتجاه التقدم التكنولوجي من خلال التأثير على أسعار العوامل النسبية، ومن الممكن إثبات هذا في الطريقة التي تؤثر بها السياسات المناخية على استخدام طاقة الوقود الأحفوري، وخاصةً كيف تصبح أكثر تكلفة نسبيًا. حتى الآن، لا تزال الأدلة التجريبية بشأن وجود تأثيرات الابتكار المستحثة بالسياسات غير متوفرة، ويمكن عزو ذلك إلى مجموعة مختلفة من الأسباب خارج نطاق قلة النماذج (مثل عدم اليقين السياسي طويل الأجل والدوافع الخارجية للابتكار (الموجه)). من المفاهيم ذات الصلة؛ مفهوم التغيير التقني الموجه مع زيادة التركيز على التأثيرات الاتجاهية الناجمة عن الأسعار بدلًا من التأثيرات الحجمية الناجمة عن السياسات العامة.

### الاختراع
يُعرف الاختراع بأنه خلق شيء جديد أو تميزًا تكنولوجيًا. كثيرًا ما يُشمل في عملية هندسة الإنتاج، ويعتمد ذلك على البحوث. يمكن توضيح ذلك في اختراع برنامج جداول البيانات أو الجداول الحاسوبية. تحمل التكنولوجيا المبتكرة حديثًا براءة اختراع تقليدية.

### النشر
يتعلق النشر بانتشار التكنولوجيا من خلال مجتمع أو صناعة. يتبع نشر نظرية التكنولوجيا عمومًا منحنى على شكل حرف S (دالة لوجستية)؛ إذ تكون الإصدارات الأولى من التكنولوجيا غير ناجحة إلى حد ما، ثم يعقب ذلك فترة من الابتكار الناجح بمستويات عالية من الاعتماد، وأخيرًا انخفاض الاعتماد مع بلوغ التكنولوجيا أقصى إمكاناتها في السوق. فيما يتعلق بالحاسوب الشخصي، تجاوز النطاق حدود المنازل إلى بيئات العمل، مثل محطات العمل المكتبية وأجهزة الخادم لاستضافة مواقع الويب.

## التغيير التكنولوجي كعملية اجتماعية
تستند فكرة التغيير التكنولوجي كعملية اجتماعية على اتفاق عام على أهمية السياق الاجتماعي والاتصال. وفقًا لهذا النموذج، يُنظر إلى التغيير التكنولوجي باعتباره عملية اجتماعية يشارك فيها المنتجون والمتبنون وغيرهم (مثل الحكومة) الذين يتأثرون بشدة بالأوضاع الثقافية، والمؤسسات السياسية، والاستراتيجيات التسويقية.
في اقتصادات السوق الحر، يشكل تعظيم الأرباح حافزًا قويًا للتغيير التكنولوجي. بشكل عام، فإن التكنولوجيات التي تَعِد بتعظيم الأرباح لأصحاب رأس المال المنتج القادم هي وحدها التي تُطوَر وتصل إلى السوق. يتم التخلص من أي منتج تكنولوجي لا يلبي هذا المعيار، رغم أنه قد يلبي احتياجات مجتمعية هامة. لذلك، يعد التغيير التكنولوجي عملية اجتماعية متحيزة بشدة لصالح المصالح المالية لرأس المال. لا توجد حاليًا عمليات ديمقراطية راسخة، مثل التصويت على الرغبة الاجتماعية أو البيئية في استحداث تكنولوجيا جديدة قبل التنمية والتسويق، مما يسمح لعامة المواطنين بتوجيه مسار التغيير التكنولوجي.

### عناصر النشر
ينصب التركيز على أربعة عناصر رئيسية في عملية التغيير التكنولوجي: (1) تكنولوجيا مبتكرة (2) تُنقل عبر قنوات معينة (3) إلى أعضاء نظام اجتماعي (4) الذين يتبنون هذا النظام على مدى فترة من الزمن. تُستمد العناصر من نظرية إيفرت روجرز لانتشار المبتكرات باستخدام نهج اتصالي.

### الابتكار
اقترح روجرز أن هناك خمس سمات رئيسية للتكنولوجيات المبتكرة التي تؤثر على القبول. أطلق على هذه المعايير «آكتو»، الذي يرمز إلى المزايا، والتوافق، والتعقيد، والاختبارية، وقابلية الملاحظة. يمكن أن تكون الميزة النسبية اقتصادية أو غير اقتصادية، وهي الدرجة التي يُنظَر بها إلى الابتكار باعتباره أجدر أو أكثر تفوقًا على الابتكارات السابقة التي تلبي نفس الاحتياجات. يرتبط هذا بشكل إيجابي بالقبول (مثلًا، كلما زادت الميزة النسبية، كلما ارتفع مستوى التبني أو الاعتماد، والعكس صحيح). يشكل التوافق مدى تناسق الابتكار مع القيم الحالية، والخبرات والعادات والاحتياجات السابقة للتبني المحتمل؛ إذ أن مستوى التوافق المنخفض سيؤخر القبول. يكون التعقيد بمدى صعوبة فهم أي ابتكار واستخدامه؛ فكلما كان الابتكار أكثر تعقيدًا كلما كان قبوله أبطأ. تعد الاختبارية (أو قابلية الفحص) الدرجة المتصورة التي يمكن بها تجربة الابتكار بصورة محدودة، وترتبط إيجابيًا بالقبول. يمكن أن تعمل الاختبارية على تسريع القبول؛ لأن الاختبار على نطاق صغير يقلل المخاطر. تُقاس قابلية الملاحظة بمدى وضوح ومرئية نتائج الابتكار للآخرين، وترتبط بالقبول بشكل إيجابي.

#### قنوات الاتصال
تعد قنوات الاتصال الوسيط الذي ينقل به المصدر رسالة إلى المستقبل. يمكن تبادل المعلومات من خلال قناتي اتصال مختلفتين جوهريًا، لكنهما متكاملتين. يُكتسب الوعي أو المعرفة غالبًا من خلال وسائل الإعلام، في حين أن الحد من عدم اليقين الذي يؤدي إلى القبول ينتج في الغالب عن التواصل المباشر؛ وجهًا لوجه.

#### النظام الاجتماعي
يوفر النظام الاجتماعي وسيلة وإطارًا يُعتمد من خلالهما الابتكار. تؤثر بنية النظام الاجتماعي على التغيير التكنولوجي بعدة طرق. يشمل ذلك كل من المعايير الاجتماعية، وقادة الرأي، ووكلاء التغيير، والحكومة، ونتائج الابتكارات. يتضمن ذلك أيضًا البيئة الثقافية، وطبيعة المؤسسات السياسية، والقوانين، والسياسات والهياكل الإدارية.

#### الوقت
يدخل الوقت في عملية القبول بعدة طرق. يتصل البعد الزمني بابتكار الفرد أو غيره من المتبنين، وهو التبكير النسبي أو التأخير الذي به يُعتمد الابتكار.

## علم الاقتصاد
في الاقتصاد، يشكل التغيير التكنولوجي تغييرًا في مجموعة من الاحتمالات الإنتاجية الممكنة.
يتسم الابتكار التكنولوجي بحيادية هيكس (حسب نظرية جون هيكس (1932)) إن لم يؤد التغيير في التكنولوجيا إلى تغيير نسبة الناتج الحدي لرأس المال إلى الناتج الحدي للعمالة لنسبة معينة من رأس المال إلى العمالة. يتسم الابتكار التكنولوجي بحيادية هارود (حسب نظرية روي هارود) إذا كانت التكنولوجيا تعزز العمالة (أي تساعد العمالة)، ويتسم بحيادية سولو إذا كانت التكنولوجيا تزيد من رأس المال (أي تساعد رأس المال).